# Trucker
Trucker è un film del 2008 prodotto negli Stati Uniti e diretto da James Mottern.

## Trama
Una camionista prende con sé il figlio undicenne dal quale era stata separata e decide di riconsiderare la sua vita.